# روبرت موريسون (لاعب كرة قدم)
روبرت موريسون (بالإنجليزية: Robert Morrison)‏ (30 ديسمبر 1926 - 28 فبراير 2016 بأوكلاند في نيوزيلندا) هو لاعب كرة قدم نيوزلندي في مركز الدفاع. شارك مع منتخب نيوزيلندا لكرة القدم.